# Aoujeft
Aoujeft è un comune della Mauritania situato nella regione di Adrar. Fa parte del dipartimento di Aoujeft, di cui è capoluogo, e nel censimento della popolazione del 2000 contava 6.019 abitanti.